# Иванов, Александр Николаевич (борец)
Александр Николаевич Иванов (10 января 1951, Чуонский наслег, Сунтарский улус, Якутская АССР) — советский борец вольного стиля, серебряный призёр Олимпийских игр, призёр Кубка мира, призёр чемпионата Европы, неоднократный чемпион и призёр чемпионатов СССР. Заслуженный мастер спорта СССР (1991). Заслуженный тренер Якутской АССР.

## Биография
Родился в 1951 году в Якутии. В 1966 году начал занятия вольной борьбой в Сунтарской ДЮСШ, с 1968 года перешёл в Чурапчинскую ДЮСШ.. С 1968 года выступал за «Вооружённые силы», с 1969 года за «Урожай», с 1970 года за «Спартак» (Якутия). В 1970 году поступил в Казахский государственный институт физкультуры и переехал в Алма-Ату.

## Спортивные достижения
В 1970 году, выступив на чемпионате СССР, занял 6 место. С 1972 года выступал за «Буревестник», а с 1973 и до конца спортивной карьеры вновь за «Вооружённые силы». В 1972 и 1973 годах становится вторым на чемпионатах СССР и в 1974 году наконец становится чемпионом СССР. Повторяет успех в 1976 году.
Был включён в олимпийскую команду. На летних Олимпийских играх 1976 года в Монреале боролся в весовой категории до 52 килограммов. Победитель определялся по минимальному количеству штрафных баллов. Спортсмен, получивший до финальных схваток 6 штрафных баллов, выбывал из турнира.
В схватках:
- в первом круге победил на 8-й минуте Елоя Абреу (Куба) ввиду дисквалификации противника;
- во втором круге со счётом 22-4 победил Константина Мундилу (Румыния);
- в третьем круге со счётом 16-10 победил Джеймса Хайнса (США), получив 0,5 штрафных балла;
- в четвёртом круге со счётом 22-19 победил Ли Бонг Суна (Северная Корея) и получил 1 штрафной балл;
- в пятом круге со счётом 26-5 победил Владислава Стешика (Польша) и вышел в финальную часть соревнований

В первой финальной схватке на 3-й минуте тушировал Джон Хе Сопа (Южная Корея). В схватке за первое место проиграл Юдзи Такада (Япония) и остался вторым.
Четырёхкратный победитель международного турнира в Тбилиси (1971, 1973, 1977, 1978), чемпион мира среди мастеров-ветеранов (1993).
В 1979 году оставил большой спорт. Работал заведующим кафедрой спортивных единоборств Чурапчинского института физкультуры. В настоящее время — директор специализированной школы олимпийского резерва в Мирном.

## Награды
- Медаль «За трудовую доблесть»
- Орден «Полярная Звезда» (2006)[5]
- Заслуженный работник физической культуры Якутской АССР
- Лауреат спорта XX века Республики Саха (Якутия)
- Почётный гражданин города Якутска (1998)[6]
- Почётный гражданин Сунтарского улуса
- Знак ЦК ВЛКСМ «Спортивная доблесть» (1976)